# Nhím gai lùn châu Phi
Nhím gai lùn châu Phi hay nhím lùn châu Phi (Danh pháp khoa học: Atelerix albiventris) là một loài nhím gai thuộc phân họ Erinaceidae phân bố ở châu Phi. Đây là loài nhím được ưa chuộng để nuôi làm nhím kiểng. Tên tiếng Anh của chúng là African pigmy hedgehog. Nhím lùn châu Phi đang trở thành vật nuôi được ưa chuộng hiện nay, nhím lùn lại có giá khá cao - tới 200 bảng Anh/con.

## Lịch sử
Các cá thể nhím lùn đầu tiên được cho rằng xuất hiện trên trái đất cách đây khoảng 15 triệu năm. Nhím lùn châu Phi thì chúng vẫn tiếp tục tồn tại. Điều này cho thấy, chúng hoàn toàn thích nghi được môi trường sống xung quanh luôn tiến hóa. Nhím lùn châu Phi không có mối quan hệ họ hàng chặt chẽ với các loài có vú khác. Chúng có cùng tổ tiên với loài chuột chù. Nhím lùn thường sinh sống chủ yếu ở các thảo nguyên cây gai hạn nhiệt đới, cây bụi hoặc đất trồng trọt.

## Đặc điểm
Nhím lùn được bao phủ bởi lớp lông gai dày đặc. Mặt, chân và bụng bao phủ lông ngắn và mềm. Khi trưởng thành, chúng có thể đạt chiều dài 13 –30 cm và cân nặng đạt đến 900g. Các bé nó có mõm dài, nhọn và có đuôi ngắn. Mỗi năm, nhím lùn cái sinh khoảng 2 lứa, mỗi lứa từ 4-7 con, nhím con được sinh ra với gai mềm, ngắn, phát triển rất nhanh trong những ngày đầu. Vốn là loài được thuần chủng, nên chúng khá thích hợp với cuộc sống bị quản lý.
Khi bị tấn công, chúng cuộn mình thành một quả bóng với lớp gai nhọn bên ngoài. Ở vị trí này, nó là an toàn từ hầu như tất cả các động vật ăn thịt. Khi còn nhỏ, chúng có thể nằm gọn trong lòng bàn tay bạn bởi kích thước của loài nhím này chỉ bằng một quả trứng hay một cái thìa. Phát triển hoàn chỉnh, một con nhím lùn có thể nặng từ 340-510g, và dài 12,7-20,6 cm. Nhím nuôi có kích thước nhỏ hơn nhiều so với anh em cùng loài sống trong môi trường hoang dã.

## Tập tính ăn
Trong tự nhiên, ngày thì chúng ngủ dưới các hang hốc, đêm đến, chúng lại đi kiếm ăn, đối tượng săn mồi của chúng là côn trùng, rau củ. Chúng là loài ăn tạp. Thức ăn của chúng bao gồm các loài côn trùng, rau củ quả, ấu trùng, các loài ốc sên hay thậm chí là cả những loài độc vật như nhện độc, rắn độc, bọ cạp vì chúng có khả năng chống lại chất độc rất tốt. Đôi khi chúng cũng ăn thịt cả các loài động vật có xương sống nhỏ. Có nguồn gốc từ Ai Cập, nhím lùn sống nhờ vào thức ăn của mèo và gà.

## Nuôi nhốt
Khi được chăm sóc và huấn luyện đúng mực, nhím lùn sẽ không khác gì một con thú cưng. Nhím lùn châu Phi cũng biết chơi đùa, cũng biết sinh hoạt như chó, mèo vậy và đặc biệt, chúng cũng biết đi vệ sinh đúng chỗ nếu được tập luyện. Nhím lùn ưa thích được ra ngoài chơi. Với những cá thể đã quen chạy nhảy, mà bị nhốt trong chuồng, lại không có đồ chơi để vận động thì chúng sẽ rất phá, leo trèo để trốn ra ngoài. Khi nhím lùn vừa mới về môi trường mới, hãy khoan động chạm vào chúng mà hãy để chúng được yên tĩnh, làm quen dần với môi trường xung quanh. Qua những ngày sau đó, gia chủ cần tăng cường độ tiếp xúc với chúng, dùng bao tay bắt nhím lùn lên và bỏ qua tay kia.
Khi thời tiết lạnh, có gió lùa dễ làm nhím lùn bị cảm cúm, nhất là nhím lùn còn nhỏ khoảng dưới 2,5 tháng tuổi, nếu không được chữa trị kịp thời có thể gây tử vong do bỏ ăn, street với nhiệt độ. Khi bị bệnh này, nhím lùn châu Phi sẽ bị chảy nước mũi, hắt xì, lừ đừ và biếng ăn. Bệnh làm chúng chết rất nhanh. Nhím lùn châu Phi là loài gặm nhấm, chúng hoạt động chủ yếu vào ban đêm, ngủ vào ban ngày. Nếu bạn thực hiện việc chơi vào ban ngày, chúng sẽ rất cau có.